# FMO4
Dimetilanilin monooksigenaza (N-oksid-formirajuća) 4 je enzim koji je kod ljudi kodiran FMO4 genom.

## Funkcija
Metabolička N-oksidacija amino-trimetilamina (TMA) iz hrane je posredovana monooksigenazom koja sadrži flavin. Ovaj gen ispoljava nasledni FMO3 polimorfizam kod ljudi koji rezultira u maloj potpopulaciji sa umanjenom TMA N-oksidacionom sposobnošću, posledica čega je sindrom zadaha ribe, trimetilaminurija. Tri forme ovog enzima, FMO1 u fetalnoj jetri, FMO2 u jetri odraslih osoba, i FMO3 su kodirani genima koji su grupisani u 1q23-q25 regionu. Monooksigenze koje sadrže flavin su NADPH zavisni flavoenzimi koji katalizuju oksidaciju nukleofilnih heteroatomskih centera ksenobiotika kao što su pesticidi i lekovi.

## Literatura
- Hines RN, Cashman JR, Philpot RM, Williams DE, Ziegler DM (1994). „The mammalian flavin-containing monooxygenases: molecular characterization and regulation of expression”. Toxicol. Appl. Pharmacol. 125 (1): 1—6. PMID 8128486. doi:10.1006/taap.1994.1042.
- Dolphin CT, Shephard EA, Povey S, Smith RL, Phillips IR (1992). „Cloning, primary sequence and chromosomal localization of human FMO2, a new member of the flavin-containing mono-oxygenase family”. Biochem. J. 287 ( Pt 1) (Pt 1): 261—7. PMC 1133153 . PMID 1417778.
- Phillips IR, Dolphin CT, Clair P, Hadley MR, Hutt AJ, McCombie RR, Smith RL, Shephard EA (1995). „The molecular biology of the flavin-containing monooxygenases of man”. Chem. Biol. Interact. 96 (1): 17—32. PMID 7720101. doi:10.1016/0009-2797(94)03580-2.
- Itagaki K, Carver GT, Philpot RM (1996). „Expression and characterization of a modified flavin-containing monooxygenase 4 from humans”. J. Biol. Chem. 271 (33): 20102—7. PMID 8702731. doi:10.1074/jbc.271.33.20102.
- Janmohamed A, Dolphin CT, Phillips IR, Shephard EA (2001). „Quantification and cellular localization of expression in human skin of genes encoding flavin-containing monooxygenases and cytochromes P450”. Biochem. Pharmacol. 62 (6): 777—86. PMID 11551524. doi:10.1016/S0006-2952(01)00718-3.
- Furnes B, Feng J, Sommer SS, Schlenk D (2003). „Identification of novel variants of the flavin-containing monooxygenase gene family in African Americans”. Drug Metab. Dispos. 31 (2): 187—93. PMID 12527699. doi:10.1124/dmd.31.2.187.